# Santa Clara-a-Velha
Santa Clara-a-Velha es una freguesia portuguesa del municipio de Odemira, distrito de Beja.

## Historia
El 28 de enero de 2013 la freguesia de Pereiras-Gare fue suprimida en aplicación de una resolución de la Asamblea de la República de Portugal promulgada el 16 de enero de 2013, al pasar a formar parte de esta freguesia.

## Demografía
| Gráfica de evolución demográfica de Santa Clara-a-Velha entre 2011 y 2021 |
|                                                                           |
| Datos según el nomenclátor publicado por el INE portugués.                |